# Алюконис, Роландас
Роландас Алюконис (лит. Rolandas Aliukonis, родился 25 мая 1981 в Электренае) — литовский хоккеист, защитник «Энергии» и сборной Литвы. Играет с 2013 года в Высшей лиге Белоруссии.

## Карьера

### Клубная
Воспитанник школы электренайского клуба «Энергия», дебютировал в 16-летнем возрасте в чемпионате ВЕХЛ. Играл в течение долгих лет (до 2005 года) за этот клуб в чемпионате Литвы, с 2003 по 2005 годы выступал и Латвийской хоккейной лиге. Выигрывал чемпионаты Литвы во все годы, кроме 2000 и 2002 годы. Сезон 2005/2006 провёл в «Металлурге» из Лиепаи, участнике Белорусской хоккейной экстралиги, во внутреннем чемпионате Латвии стал серебряным призёром. После этого вернулся в Электренай, где выступает за «Энергию» и сейчас.

### В сборной
В сборной дебютировал в 2001 году на чемпионате мира в первом дивизионе. Дебют для Роландаса состоялся 19 апреля 2001 в поединке против Нидерландов и стал неудачным: Литва проиграла 2:3 и по итогам турнира вылетела во второй дивизион, однако там она выдала серию из пяти побед с общим счётом 71:6 и вернулась в первый дивизион, откуда вылетела снова через год. В 2004 году Литва принимала чемпионат мира во втором дивизионе, и он стал успешным для сборной и Роландаса в том числе: он забросил пять шайб и отдал пять голевых передач, набрав показатель полезности +22, а сборная выиграла все пять матчей с общим счётом 70:7. Во всех следующих турнирах, за исключением чемпионата мира 2012 года, Алюконис участвовал регулярно. Также он принял участие в квалификациях к Олимпийским играм 2006, 2010 и 2014 годов, однако там сборная вылетала в первом же раунде.

## Награды
- Победитель первого дивизиона чемпионата мира 2018 года (сборная Литвы)